# Panamomops fedotovi
Panamomops fedotovi là một loài nhện trong họ Linyphiidae.
Loài này thuộc chi Panamomops. Panamomops fedotovi được miêu tả năm 1937 bởi Charitonov.